# Braseiro

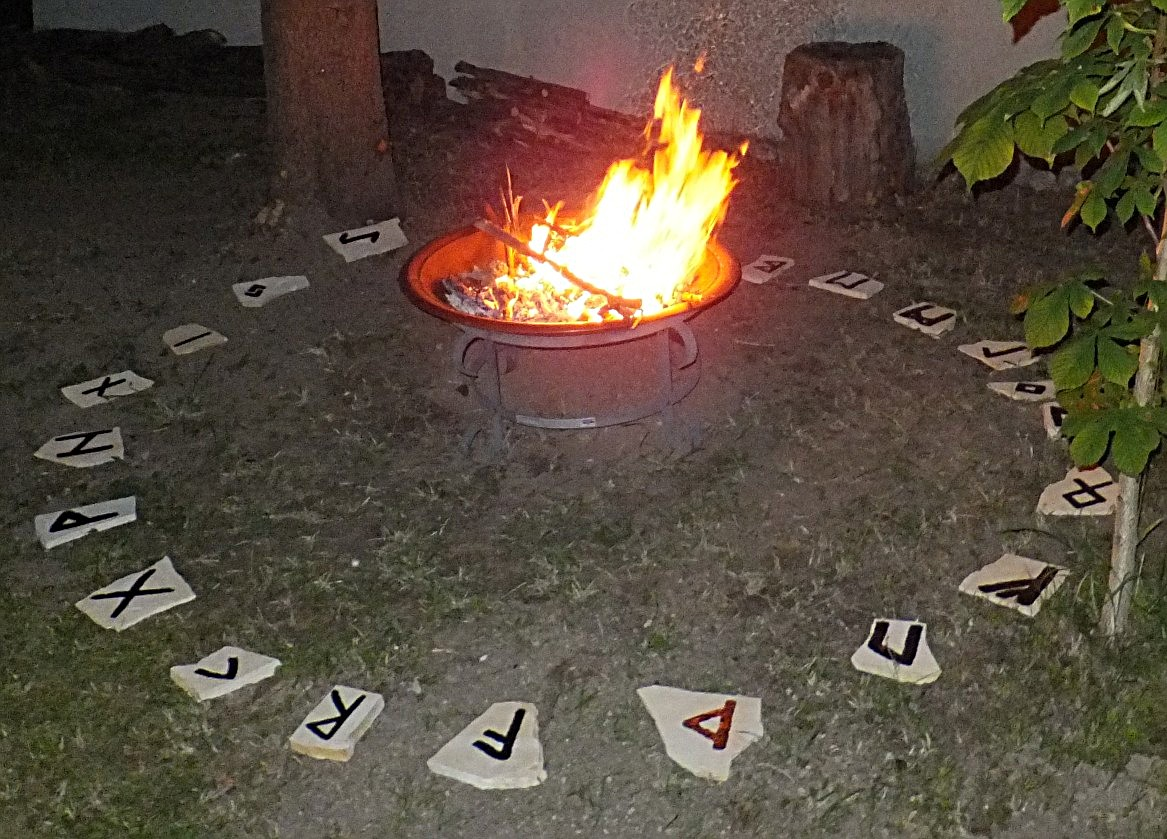
Braseiro com fogo ardente em um círculo de pedras rúnicas durante um solstício de verão

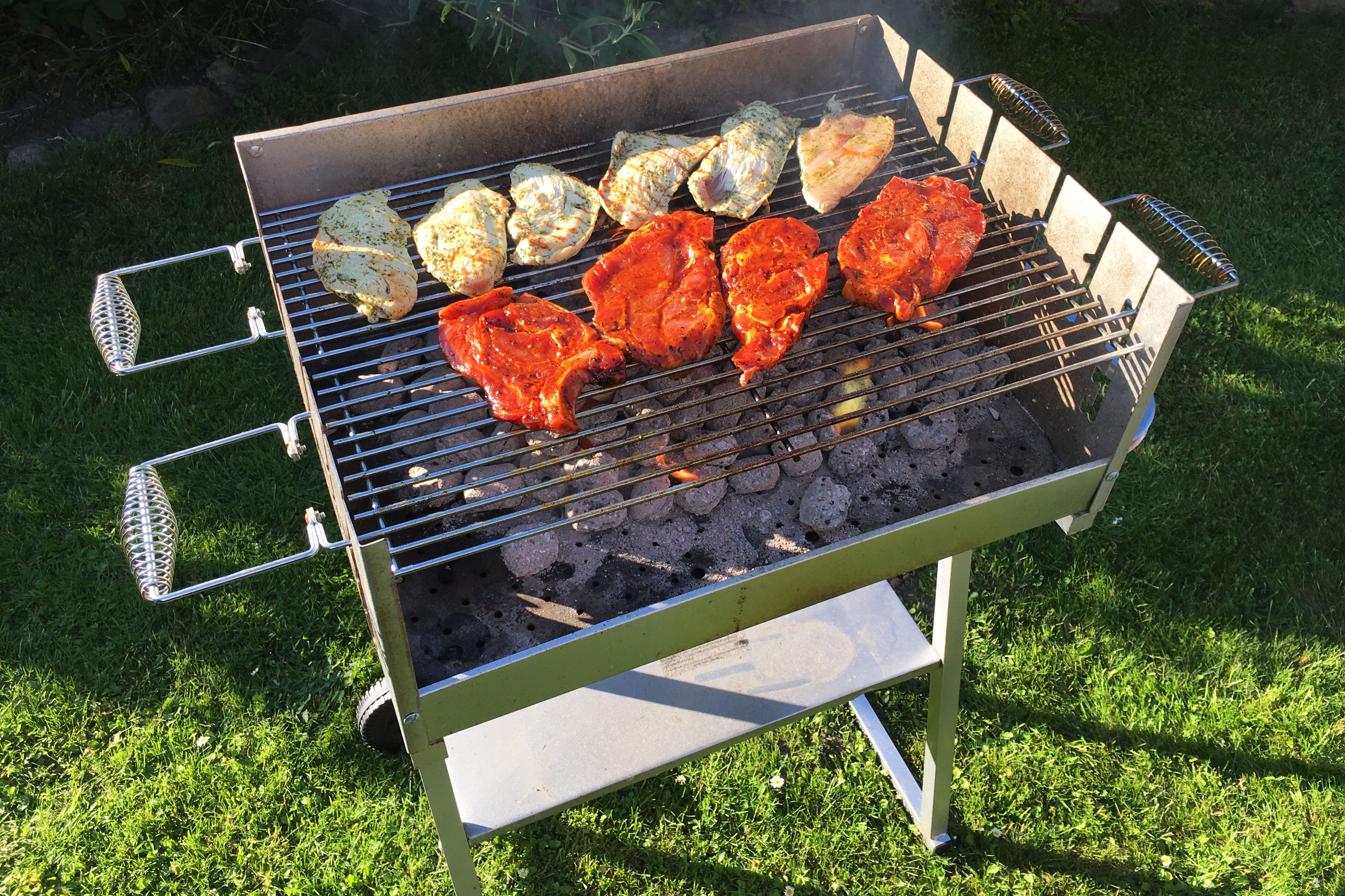
Um braseiro usado para grelhar frango e bifes.

Braseiro é um recipiente usado para queimar carvão vegetal ou outro combustível sólido para a cozedura, aquecimento de alimento ou para a prática de rituais. Muitas vezes assume os braseiros assumem a forma de caixas de metal ou de tigelas com pés. Sua elevação ajuda a circular o ar, fornecendo oxigênio ao fogo. Os braseiros são usados desde a Antiguidade; o braseiro Nimrud data de pelo menos 824 a.C.

## História

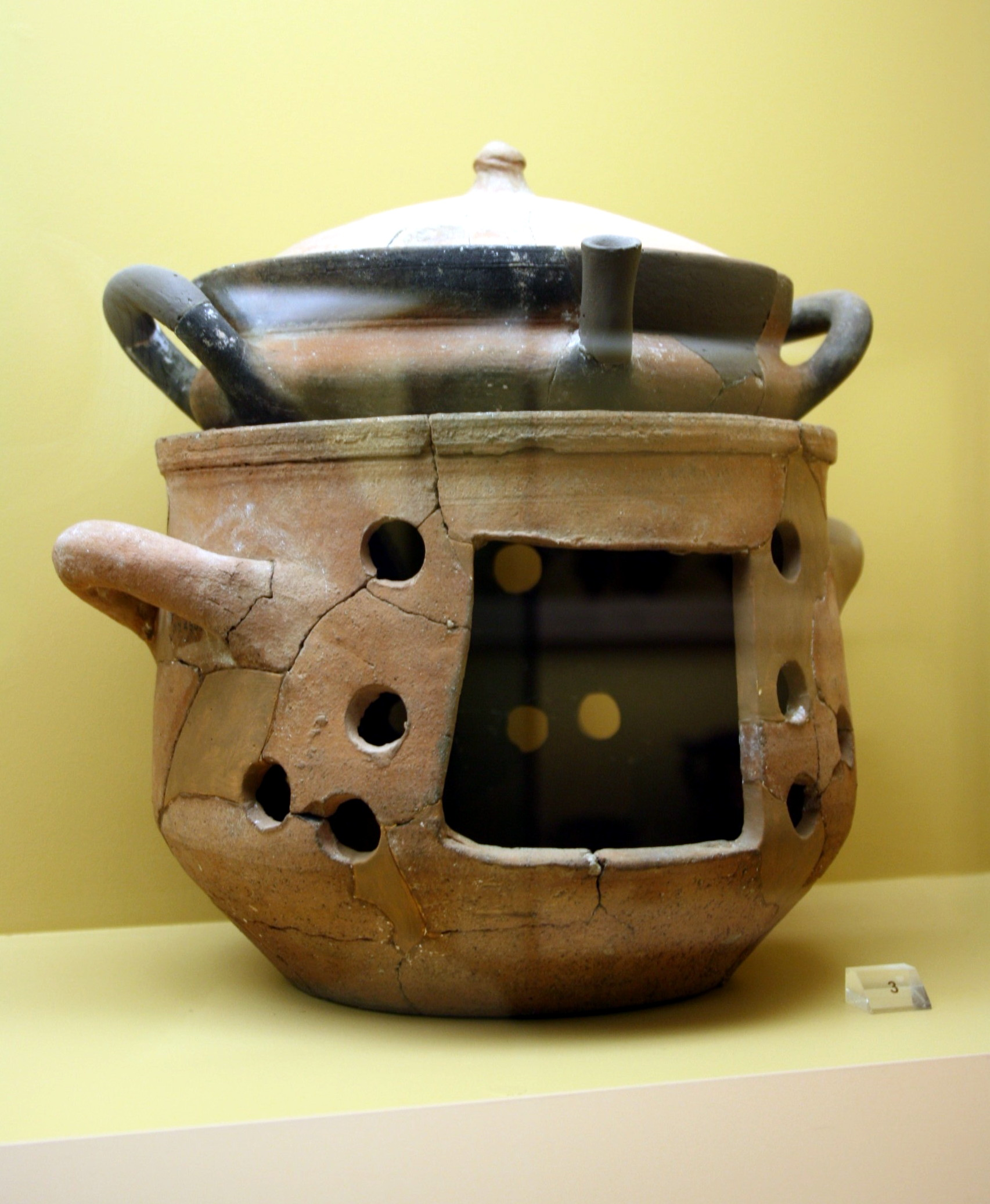
Braseiro e caçarola da Grécia Antiga, dos século VI a IV a.C., exposto no Museu da Ágora Antiga em Atenas, situado na Estoa de Átalo

A palavra braseiro é mencionada na Bíblia. Acredita-se que a palavra hebraica para braseiro seja de origem egípcia, sugerindo que foi importada do Egito. A única referência ao termo na Bíblia está no seguinte versículo:
- Jeremias 36:22-23 - o palácio de inverno do Rei Joaquim foi aquecido por um braseiro (em hebraico:  אָח)

O imperador romano Joviano foi envenenado pela fumaça de um braseiro em sua tenda em 364, encerrando a linhagem de Constantino.

## Usos

### Aquecimento
Apesar dos riscos da queima de carvão em fogueiras abertas, os braseiros foram amplamente adotados para aquecimento doméstico, particularmente e de forma mais segura (principalmente em edifícios não envidraçados, apenas com venezianas) no mundo de língua espanhola. Fernando de Alva Cortés Ixtlilxochitl notou que Tezozomoc, o Tlatoani da cidade de Tepanec de Azcapotzalco, dormia entre dois braseiros porque era tão velho que não produzia calor natural. Viajantes britânicos do século XIX, como o diplomata e cientista Woodbine Parish e o escritor Richard Ford, autor de A Handbook for Travellers in Spain, afirmam que os braseiros eram considerados mais saudáveis do que lareiras e chaminés.
O braseiro poderia ficar ao ar livre em uma grande sala; frequentemente, era incorporado à mobília. Muitas culturas desenvolveram suas próprias variantes de mesa baixa, com uma fonte de calor por baixo e cobertores para capturar o calor: o kotatsu no Japão, o korsi no Irã, o sandali no Afeganistão e o fogão de pé no norte da Europa. Na Espanha, o brasero continuou a ser um dos principais meios de aquecimento até o início do século XX; Gerald Brenan descreveu em suas memórias South from Granada seu hábito difundido na década de 1920 de se usar as brasas velhas tiradas do braseiro sob uma mesa coberta de pano para manter as pernas e os pés da família aquecidos nas noites de inverno.

### Odor
Rosas úmidas e aparas de videira produzem uma fumaça de odor pungente e cheiro doce, fazendo carvão, mas a menos que seja totalmente pré-seca (temperada ou queimada) como ocorre com a madeira, produzem partículas cancerígenas no ar .
Aromáticos (sementes de lavanda, cascas de laranja) às vezes eram adicionados às brasas do braseiro.
Um "braseiro" para queimar produtos aromáticos (incenso) é conhecido como incensário ou turíbulo.

### Outros
Em algumas igrejas, um braseiro é usado para acender um pequeno fogo, chamado fogo novo, que é usado para acender a vela pascal durante a Vigília Pascal .
Os braseiros eram comuns em piquetes industriais, amplamente substituídos por marchas de protesto e comícios, e um jornal lança greves como mais de colarinho branco como mais uma razão para seu declínio. 
O equivalente japonês do braseiro chama-se hibachi - utilizado principalmente para cozinhar e em rituais culturais, tais como a cerimônia do chá.

## Galeria

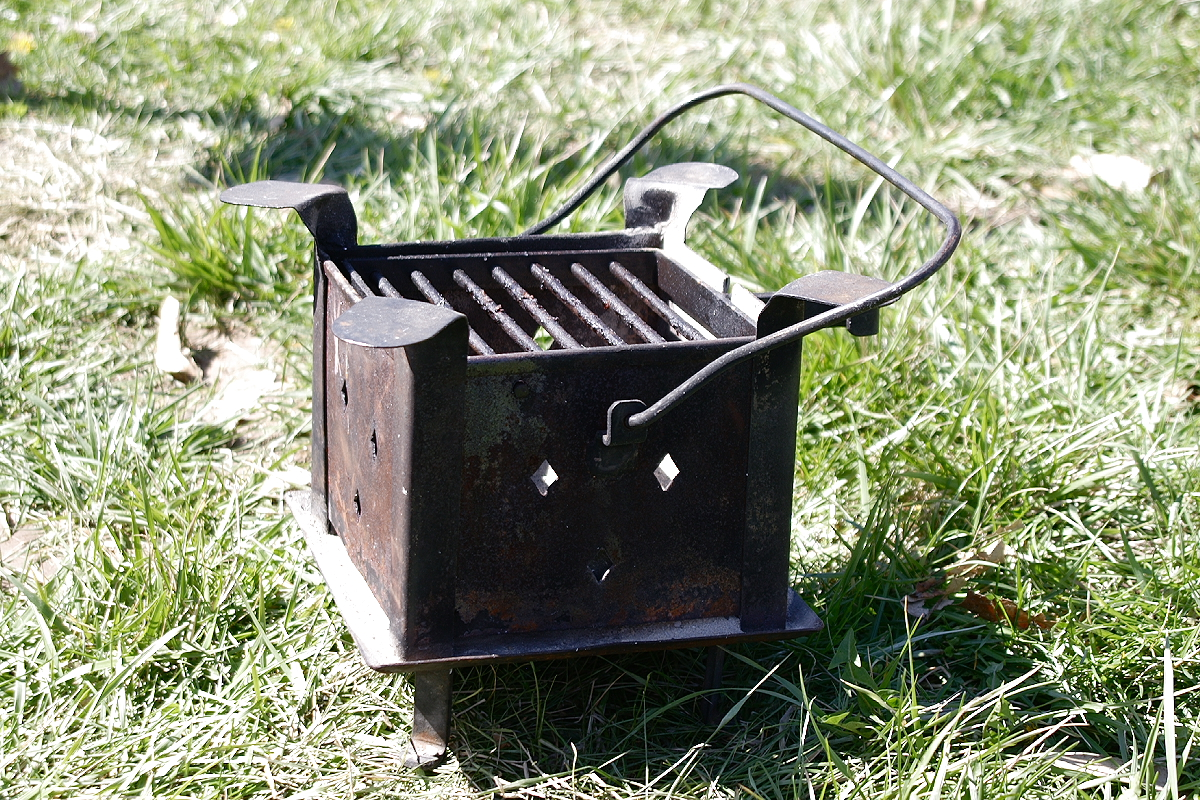
Braseiro tipo caixa simples, com grelha ampla
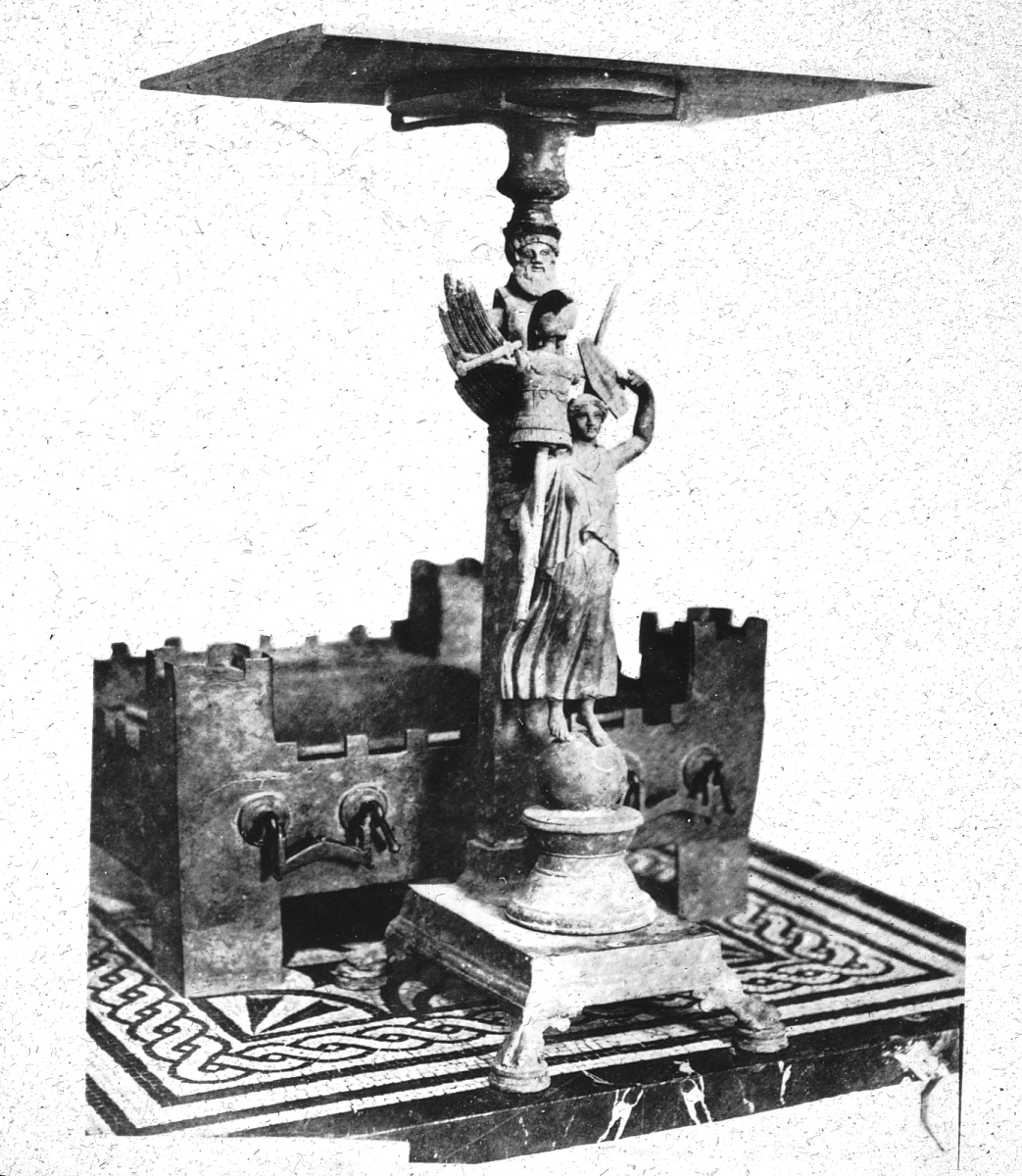
Pompeia, Itália. Mesa e pequeno braseiro para manter a comida quente. Arquivos do Brooklyn Museum, Goodyear Archival Collection
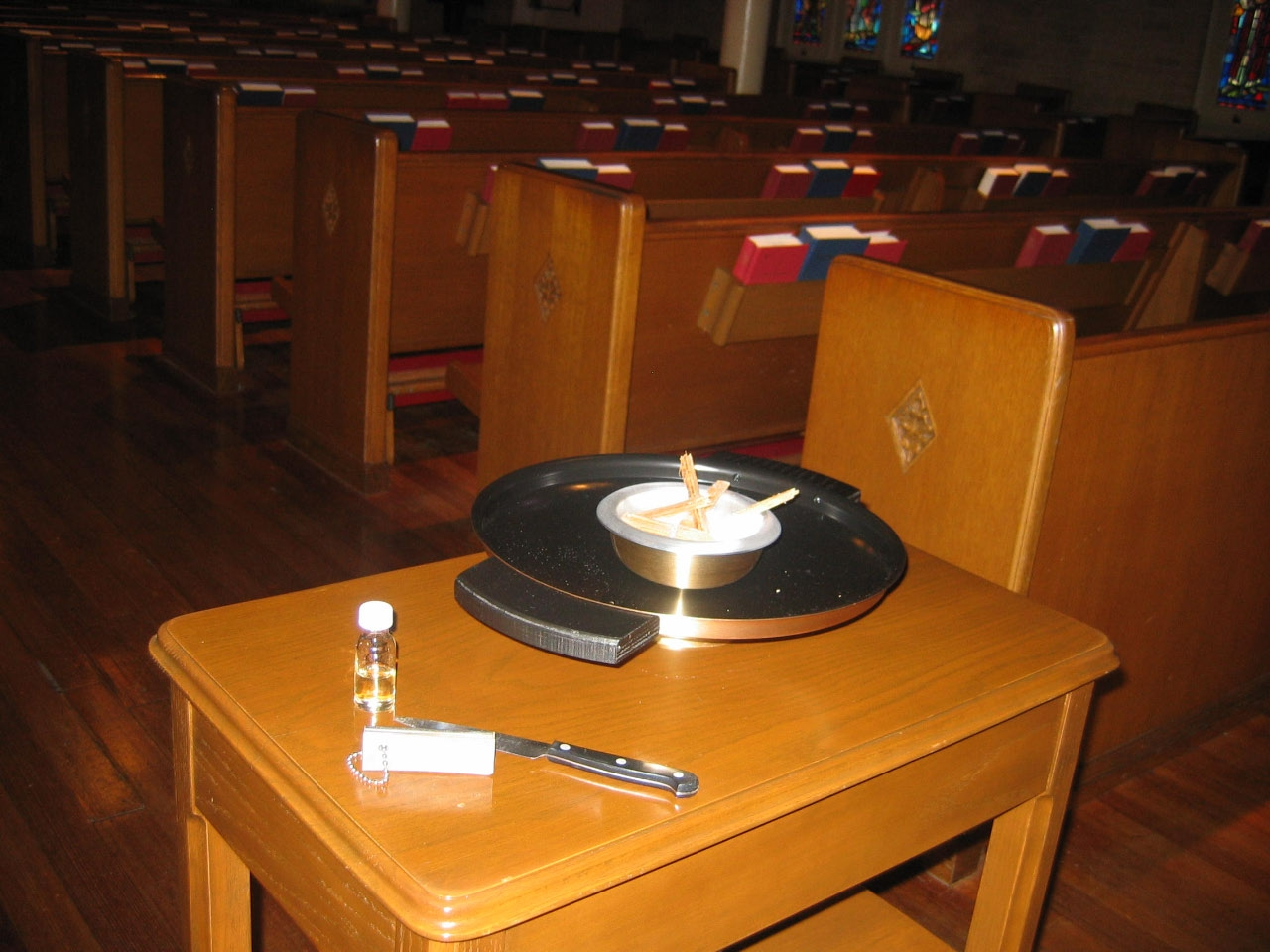
Braseiro usado para acender o círio durante a vigília pascal.
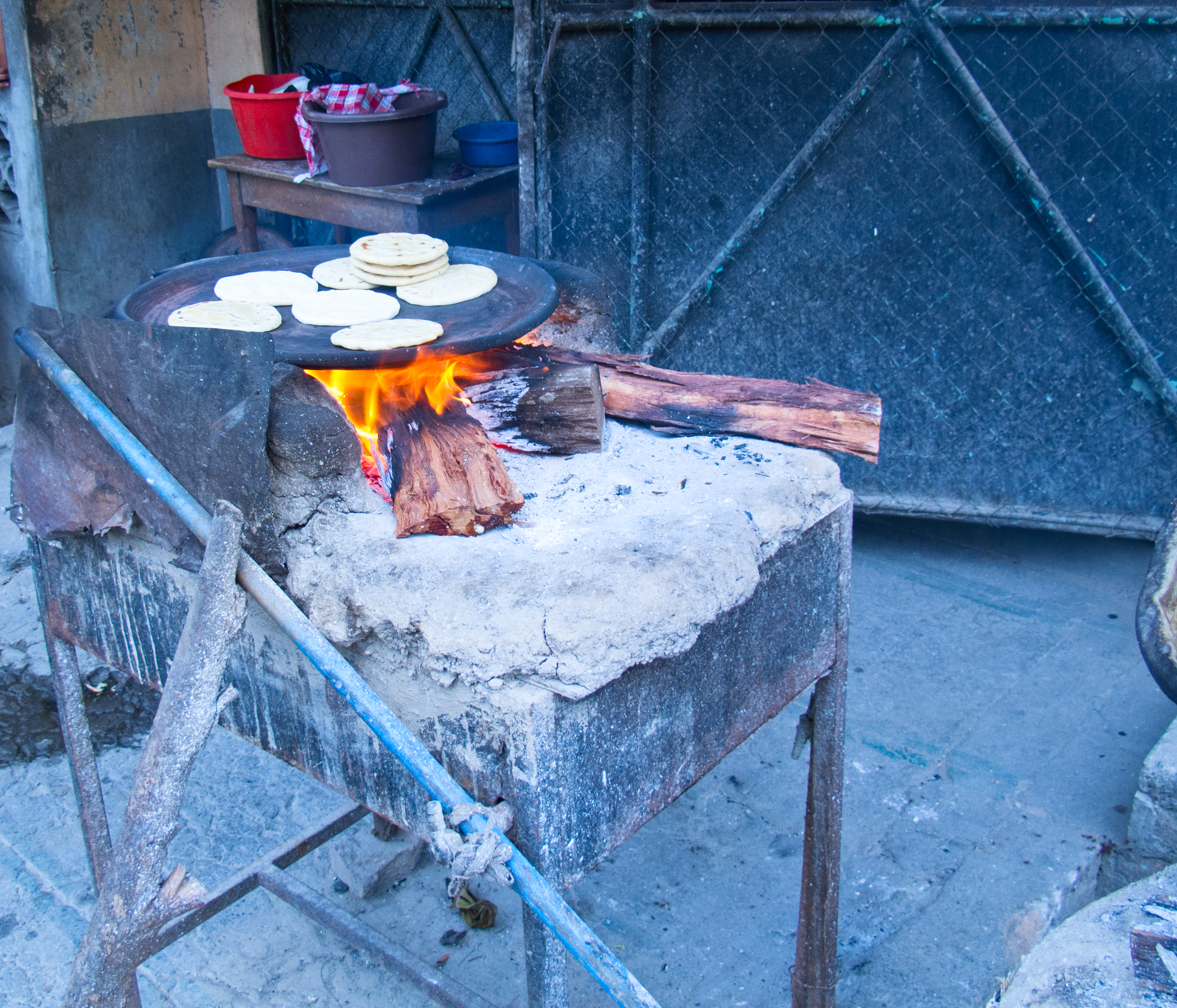
Pequeno braseiro usado para cozinhar tortillas.